# Quando si diventa grandi
Quando si diventa grandi è un film italiano del 2010 diretto da Massimo Bonetti, all'esordio come regista.

## Produzione
Le riprese del film sono iniziate il 14 dicembre 2009, proseguendo per sei settimane.